# Yaeba

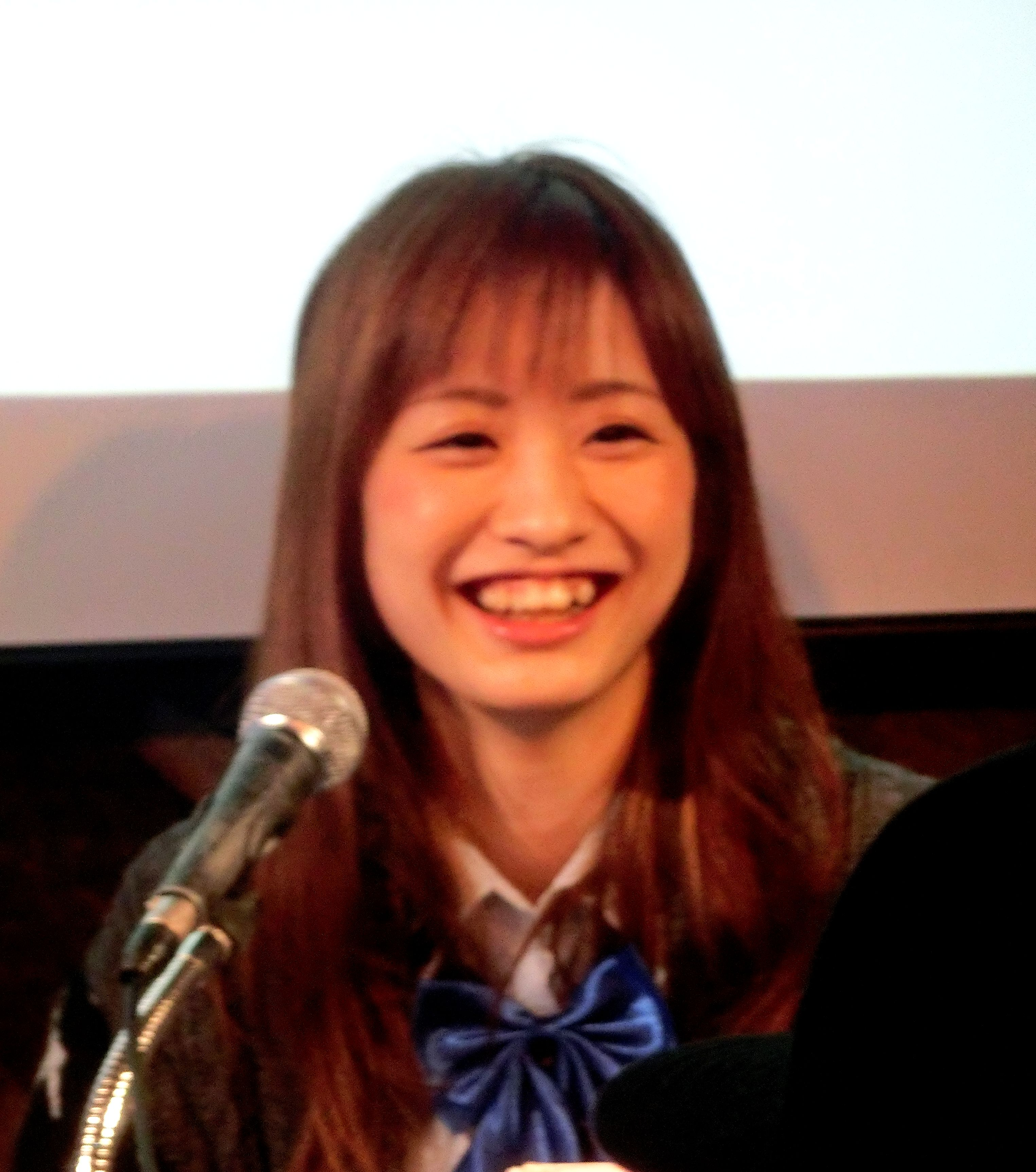
La cantante y modelo Masora Hino con un característico yaeba.

En la cultura japonesa contemporánea, yaeba (八重歯 lit. Doble diente?) es el término por el cual se denomina la presencia de dientes torcidos en la dentadura humana, principalmente los caninos superiores. En Japón, esto se percibe como un signo de juventud y belleza natural. La moda yaeba fue popularizada por la idol Tomomi Itano en 2011. En 2013, la moda se convirtió en una tendencia; muchas adolescentes comenzaron a someterse a procedimientos dentales para hacer sobresalir los caninos, ya sea de forma permanente o temporal. Los dientes yaeba se dan de forma natural por un retraso en el crecimiento de los dientes de leche o tener una boca pequeña.

## Celebridades conocidas conyaeba
- Saiki Atsumi, cantante de Band-Maid.
- Tomomi Itano, actriz y cantante.
- Hiroki Aiba, actor.
- Shōta Aoi, cantante y actor de voz.
- Masako Owada, consorte del príncipe heredero Naruhito.
- Erika Sawajiri, actriz, modelo y cantante.
- Mika Sugisaki, actriz y locutora.
- Masora Hino, cantante y modelo.
- Rino Komagata, cantante.
- Haruka Kudō, actriz y cantante.
- Hikaru Yaotome, actor y cantante.
- Hiro Shimono, actor de voz y cantante.
- Yūko Ōshima, actriz y cantante.
- Erena Ono, actriz y cantante.
- Tatsuya Fujiwara, actor.